# Commandant Ducuing
Le Commandant Ducuing est un aviso de type A69  classe d'Estienne d'Orves de la Marine nationale française.

Son indicatif visuel est F795. Sa ville marraine est Ajaccio depuis 2020 (anciennement Saint-Raphaël). Il est également parrainé par l'Acoram, association des réserves de la Marine, en mémoire du capitaine de frégate de réserve Gabriel Ducuing, fondateur de l'Acoram, mort devant l'ennemi le 25 mai 1940 au cap Gris Nez.

## Missions
La vocation première de l'aviso est la lutte anti-sous-marine en zone côtière. Il participe en pratique à de très nombreuses activités opérationnelles de basse ou moyenne intensité, telles que la lutte contre l'immigration clandestine, la lutte contre les pêches illicites, la lutte contre les narco-trafics ou encore la lutte contre la piraterie maritime.

## Historique
Il a pris part à l'opération Artimon en 1990, à l'Opération Tanit en avril 2009, afin de libérer un yacht français détourné par des pirates somaliens.
Le Commandant Ducuing, en provenance de Djeddah en Arabie saoudite, fait escale les 8 et 9 juin 2010 dans le port irakien d'Umm Qasr ce qui constitue une première pour un navire français depuis 32 ans.
En juin 2015, l'aviso est chargé de contrôler la pêche du thon rouge au large de Malte.

## Galerie

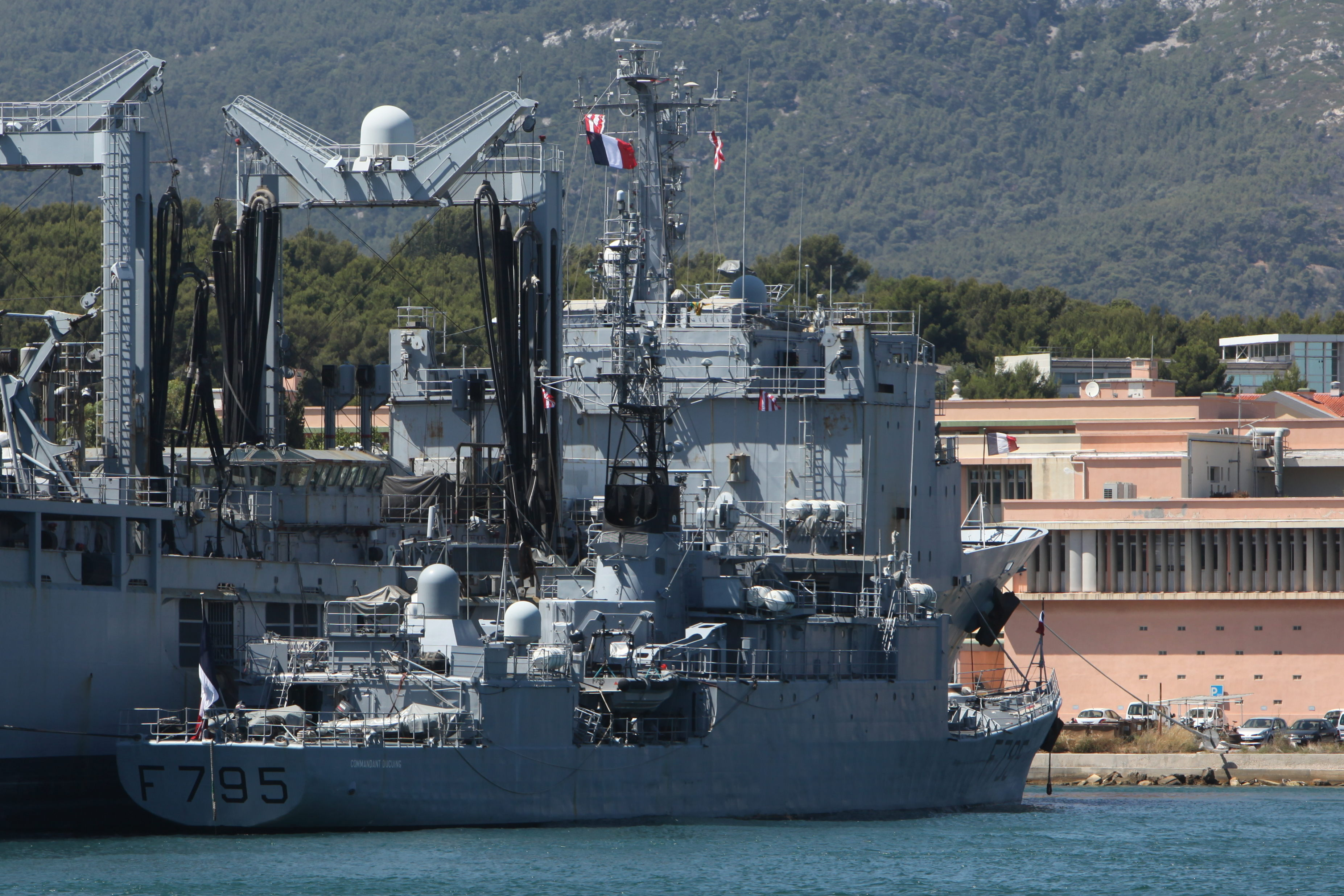
Le Commandant Ducuing en 2011.
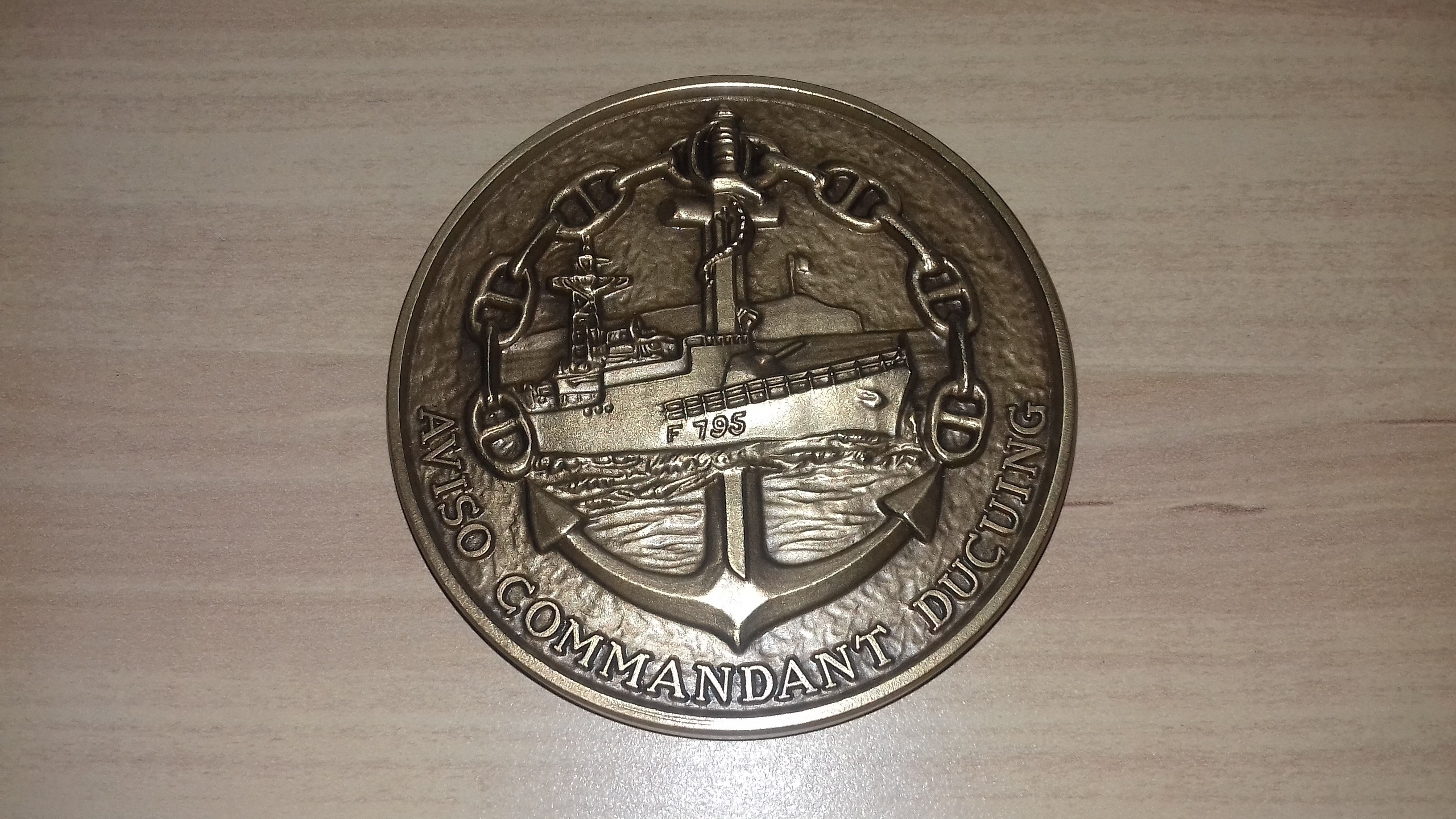
Médaille du Commandant Ducuing.